# لويس فرناندو هيريرا
لويس فرناندو هيريرا (بالإسبانية: Luis Fernando Herrera)‏ (مواليد 12 يونيو 1962) هو لاعب كرة قدم. يلعب مع منتخب كولومبيا لكرة القدم. سبق له أن لعب في كأس العالم لكرة القدم مع منتخب بلاده.

## وصلات خارجية
- لويس فرناندو هيريرا على موقع الاتحاد الدولي (مؤرشف)  (الإنجليزية)
- لويس فرناندو هيريرا على موقع الاتحاد الأوربي (الإنجليزية)
- لويس فرناندو هيريرا على موقع قاعدة بيانات كرة القدم.إي يو (الإنجليزية)
- لويس فرناندو هيريرا على موقع ناشيونال فوتبول تيمز (الإنجليزية)
- لويس فرناندو هيريرا على موقع Soccerway.com (الإنجليزية)